# 롯데캐슬 이스트폴
롯데캐슬 이스트폴(영어: LOTTE CASTLE EASTPOLE)는 대한민국 서울특별시 광진구 자양동에 위치하고 있다.